# 秋風センチメンタル
秋風センチメンタルは、宮城県を拠点に活動する日本のフォークデュオである。

## 概要
高野浩二と山田高士は仙台育ち。共に宮城県泉高等学校出身で友人同士だった2人が2003年6月に仙台で「秋風センチメンタル」としてフォークデュオを結成。ストリートライブの活動から始まり、宮城県内を中心としたイベント・メディアへの出演、CDのリリースなどを繰り返す。
2010年には日本テレビのバラエティ番組『100日劇場』にレギュラー出演し、これをきっかけに全国的に脚光を浴びるようになる。
2012年リリースの「ひるがお」が宮城県民共済のCMソングとして採用され、宮城県内のテレビ・ラジオで頻繁に流れるようになる。
2015年には仙台と盛岡に事務所を構える「ストラテジー」に所属し、「ひるがお」が岩手・青森・福島県民共済でもCMソングとして採用され、現在は宮城県外への活動も広げている。

## メンバー
高野浩二（たかの こうじ、1980年9月29日 - ）
- 岩手県釜石市出身
- ボーカル・ギター担当

山田高士（やまだ たかし、1980年7月14日 - ）
- 福島県福島市出身
- ボーカル・ギター・ハーモニカ担当

## 略歴
- 2003年6月 宮城県仙台市で結成
- 2005年5月「The Street Fighters(テレビ朝日)」に出演
- 2009年12月～2010年3月 「100日劇場(日本テレビ)」に出演
- 2010年9月 「ありがとう」がトヨタアムラックス20周年テーマソングに採用
- 2011年5月 ラジオ番組「秋風センチメンタルのBIG FISH FACTORY(東北9局ネット)」を放送
- 2012年6月 「新進気鋭Up-and-coming(日本テレビ)」に出演
- 2012年1月 「ひこうき雲」が「世界に輝く！東北遺産の旅(日本テレビ)」のエンディングテーマに採用
- 2012年10月「ひるがお」が宮城県民共済のＣＭソングに採用
- 2013年2月 「家に帰ろう」が「世界に輝く！東北遺産の旅(日本テレビ)」のエンディングテーマに採用
- 2015年 ストラテジー(デザイン・タレント事務所)へ所属
- 2015年「ひるがお」が4月に岩手県民共済、7月に青森県民共済のＣＭソングに採用
- 2015年6月 「ペガサス」が鈴木麻優騎手(岩手県競馬組合)の応援ソングに採用
- 2016年6月 「ひるがお」が福島県民共済のＣＭソングに採用

## ディスコグラフィー

### シングル
- 「月明かりスポットライト」(2009年9月23日)
- 「リボン」(2014年2月22日)

### アルバム
- 「秋撰集 四季彩」(2009年2月11日)
- 「夢ならば」(2010年4月21日)
- 「最後のチャイム」(2011年2月2日)
- 「秋撰集 五線譜」(2012年2月11日)
- 「秋撰集 六歌仙」(2013年6月22日)
- 「秋歌撰 一期一会」(2014年7月26日)
- 「セブンス イニング」(2015年6月3日）